# Olympische Sommerspiele 2024/Teilnehmer (Komoren)
| Gelbes Symbol für Goldmedaillen mit stilisierten Olympischen Ringen | Graues Symbol für Silbermedaillen mit stilisierten Olympischen Ringen | Braundes Symbol für Bronzemedaillen mit stilisierten Olympischen Ringen |
| ------------------------------------------------------------------- | --------------------------------------------------------------------- | ----------------------------------------------------------------------- |
| —                                                                   | —                                                                     | —                                                                       |

Komoren nahm an den Olympischen Spielen 2024 vom 26. Juli bis zum 11. August 2024 in Paris mit 4 Athleten (3 Männer, 1 Frau) teil. Es war die insgesamt achte Teilnahme an Olympischen Sommerspielen.

## Teilnehmer nach Sportarten

### Kanu

#### Kanuslalom
| Athleten   | Wettbewerb | Vorlauf  | Vorlauf | Halbfinale    | Halbfinale    | Finale        | Finale        | Rang |
| Athleten   | Wettbewerb | Zeit     | Rang    | Zeit          | Rang          | Zeit          | Rang          | Rang |
| ---------- | ---------- | -------- | ------- | ------------- | ------------- | ------------- | ------------- | ---- |
| Männer     |            |          |         |               |               |               |               |      |
| Andy Barat | K1         | 105,82 s | 24      | ausgeschieden | ausgeschieden | ausgeschieden | ausgeschieden | 24   |

Boater-Cross
| Männer     |          |         |    |   |   |               |               |               |               |    |
| Andy Barat | K1 Cross | 76,95 s | 30 | 3 | 4 | ausgeschieden | ausgeschieden | ausgeschieden | ausgeschieden | 38 |

### Leichtathletik
Laufen und Gehen
| Athleten         | Wettbewerb | Qualifikation | Qualifikation | Vorlauf | Vorlauf | Halbfinale    | Halbfinale    | Finale        | Finale        | Rang |
| Athleten         | Wettbewerb | Zeit          | Rang          | Zeit    | Rang    | Zeit          | Rang          | Zeit          | Rang          | Rang |
| ---------------- | ---------- | ------------- | ------------- | ------- | ------- | ------------- | ------------- | ------------- | ------------- | ---- |
| Männer           |            |               |               |         |         |               |               |               |               |      |
| Hachim Maaroufou | 100 m      | 10,44 s       | 3             | 10,52 s | 9       | ausgeschieden | ausgeschieden | ausgeschieden | ausgeschieden | 63   |

### Schwimmen
| Athleten      | Wettbewerb     | Vorlauf     | Vorlauf | Halbfinale    | Halbfinale    | Finale        | Finale        | Rang |
| Athleten      | Wettbewerb     | Zeit        | Rang    | Zeit          | Rang          | Zeit          | Rang          | Rang |
| ------------- | -------------- | ----------- | ------- | ------------- | ------------- | ------------- | ------------- | ---- |
| Frauen        |                |             |         |               |               |               |               |      |
| Maesha Saadi  | 50 m Freistil  | 29,60 s     | 57      | ausgeschieden | ausgeschieden | ausgeschieden | ausgeschieden | 57   |
| Männer        |                |             |         |               |               |               |               |      |
| Hadji Hassane | 100 m Freistil | 1:07,21 min | 79      | ausgeschieden | ausgeschieden | ausgeschieden | ausgeschieden | 79   |